# Plaza Bolognesi (Lima)
La plaza Bolognesi es una rotonda ubicada en los distritos de Lima y Breña, en la ciudad de Lima, capital del Perú. Se ubica en la intersección de las avenidas Brasil, Arica, Alfonso Ugarte, Guzmán Blanco y 9 de Diciembre, y el jirón Paraguay, entre los límites de los distritos de Lima y Breña.
Está nombrada en honor del héroe nacional coronel Francisco Bolognesi, quien participara en la batalla de Arica durante la guerra con Chile. Es utilizada de forma exclusiva en la ceremonia de la bandera que se celebra todos los 7 de junio, Día de la Bandera del Perú. Fue inaugurada el 6 de noviembre de 1905.

## Descripción
Los bordes de la plaza están formados por manzanas de corte radial, repitiendo sus fachadas los mismos patrones arquitectónicos. Su diseño original tenía un conjunto armónico de edificios de estilo republicanos, caracterizados por estar totalmente pintados de celeste, sin embargo estos se encuentran actualmente deteriorados y hacinados predominando entre ellos los locales partidarios de agrupaciones políticas menores.
En su centro destaca un obelisco coronado con una escultura del héroe en actitud triunfante, levantando la bandera del Perú en una mano y en la otra empuñando un revólver. Es obra del escultor peruano Artemio Ocaña, hecha en bronce, material proveniente de tres toneladas de casquillos de proyectiles de artillería. Esta escultura no corresponde al monumento original, que fue cambiado en 1954, durante el gobierno de Manuel A. Odría.

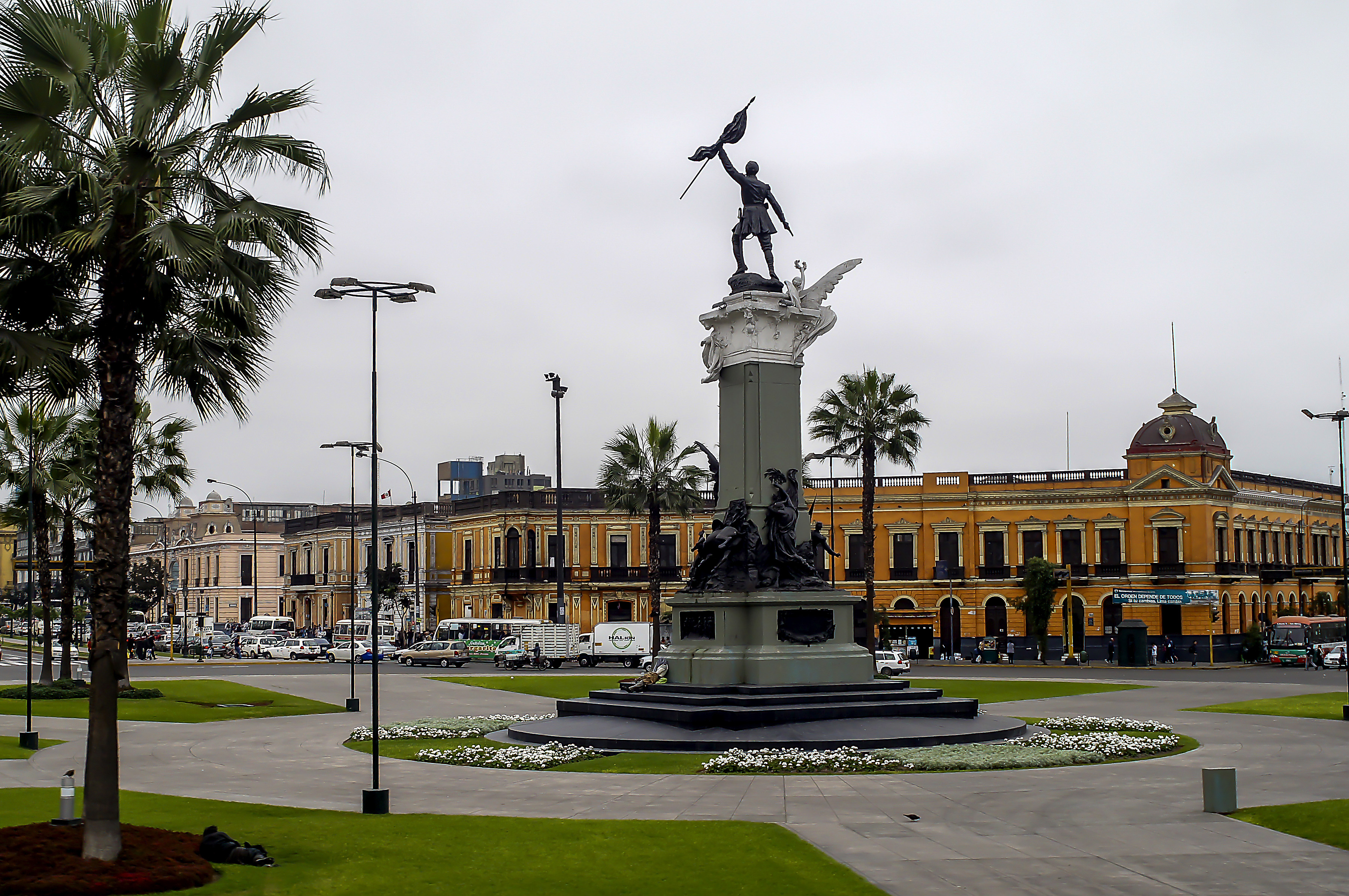
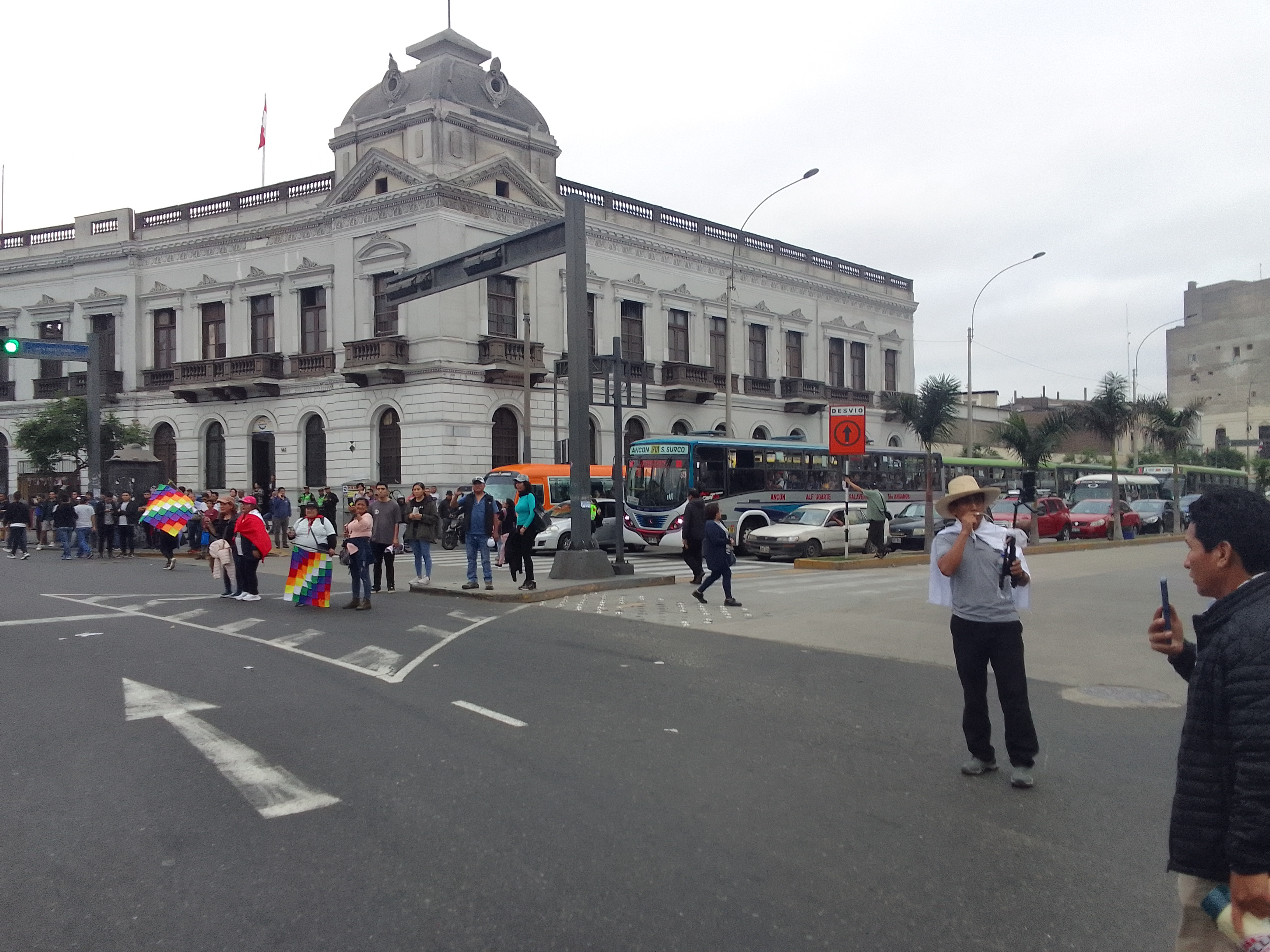
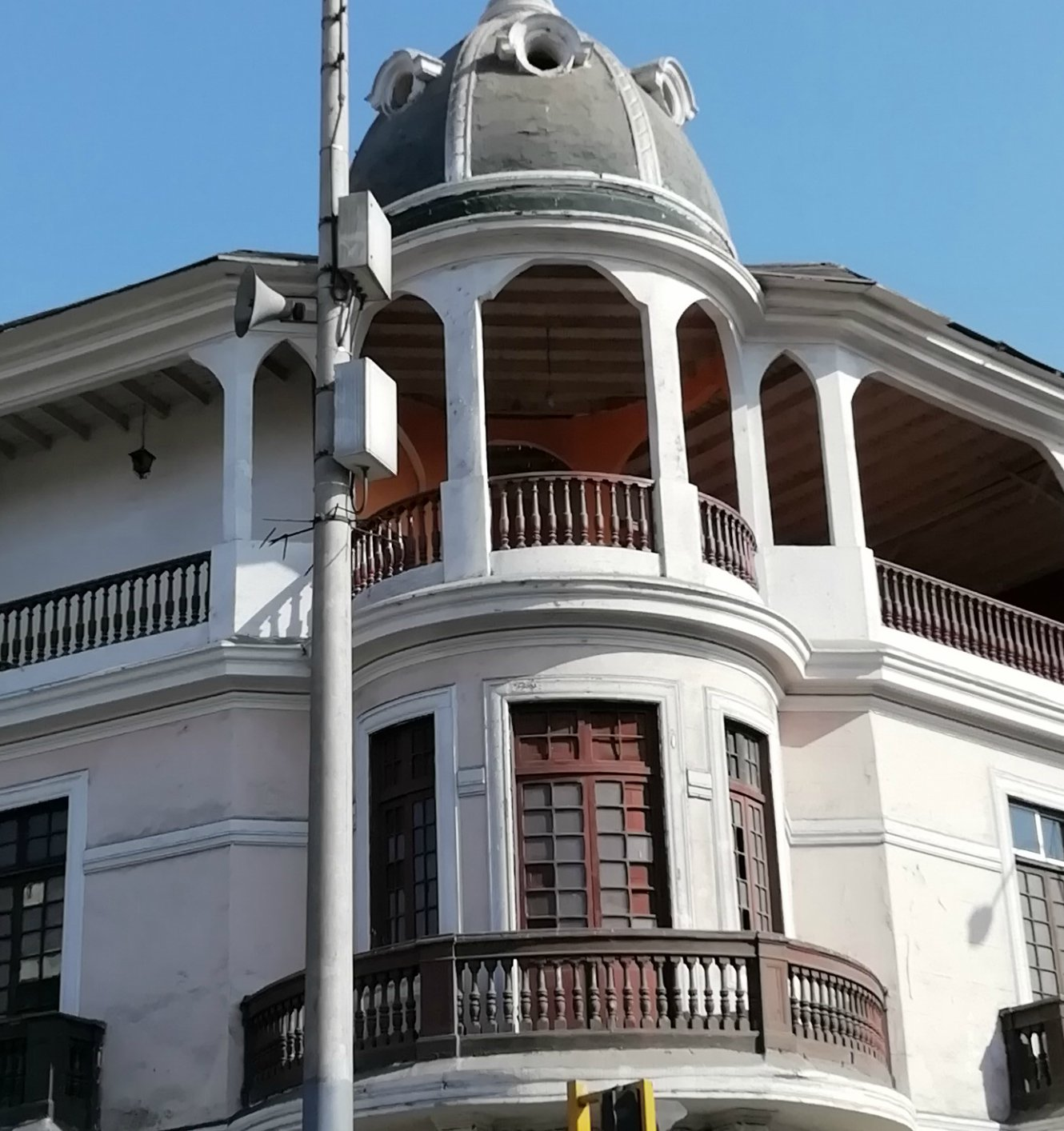
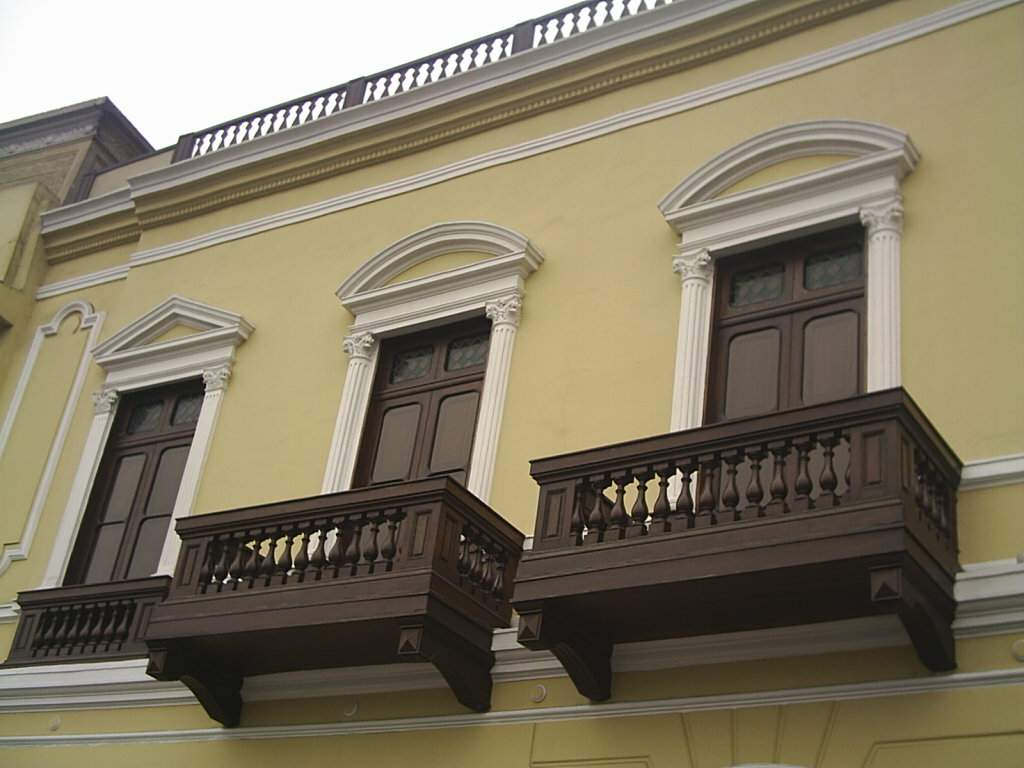
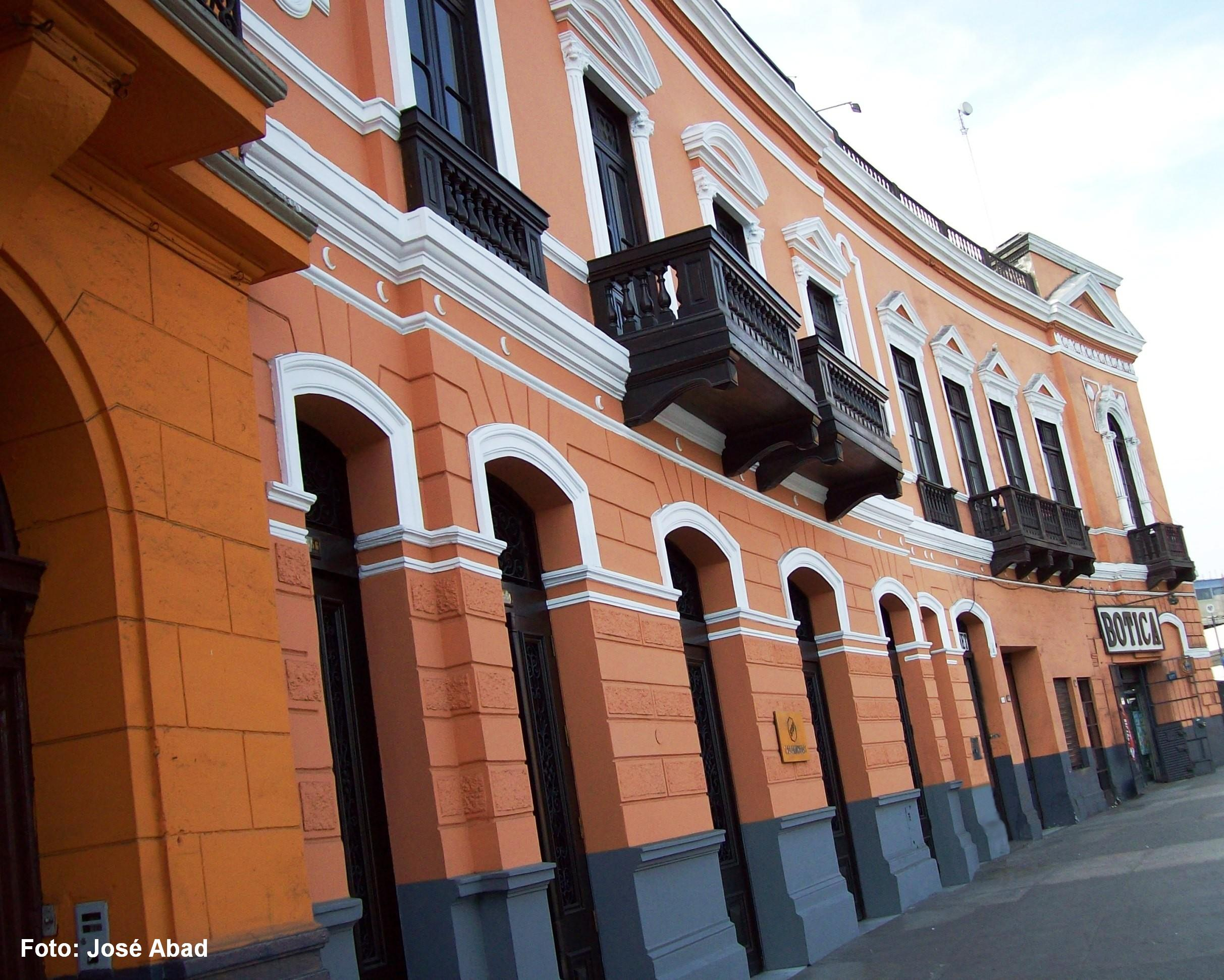

## La escultura del héroe
La escultura original, obra del escultor español Agustín Querol, mostraba a un Bolognesi aferrado a un asta con bandera y con la cabeza inclinada, a punto de desplomarse, en el mismo momento en que es abatido en batalla. Desde un inicio, esta representación originó críticas, como las del célebre Manuel González Prada, quien opinó que la escultura no mostraba a Bolognesi en la actitud digna de un héroe.
Ninguno de los sucesivos gobiernos se atrevió a cambiar la escultura, hasta que finalmente ello ocurrió durante el gobierno del presidente Manuel A. Odría (cuyo 2.º vicepresidente era Federico Bolognesi Bolognesi, nieto del héroe de Arica). Se encargó al escultor peruano Artemio Ocaña realizar la nueva escultura. Según el parecer de las autoridades de entonces, era necesario este reemplazo, pues en la representación de Querol, el héroe «parecía borracho». Este cambio produjo no pocas críticas, de quienes consideraban a la antigua escultura de Querol como una hermosa obra de arte que era retirada arbitrariamente por decisión de una dictadura y reemplazada por otra, de menor calidad. Uno de esos críticos fue el entonces joven periodista Mario Vargas Llosa, quien no dudó en calificar de «grotesco monigote» a la escultura reemplazante.

## Historia

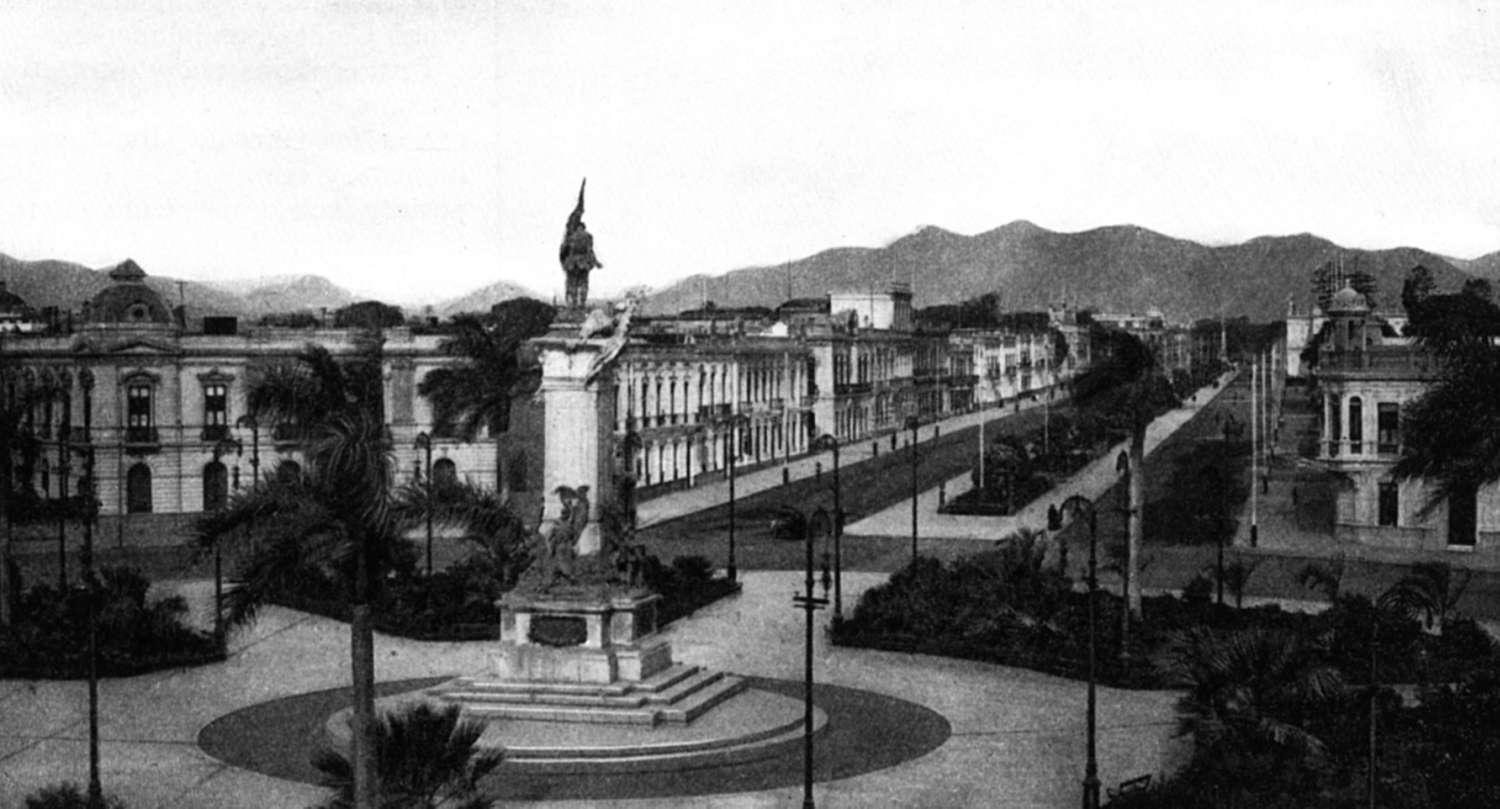
La plaza Bolognesi en 1928.

La primera piedra de la plaza fue colocada el 29 de julio de 1902. Pero el monumento, obra del artista español Agustín Querol, demoró dos años en concluirse y recién a inicios de 1905 llegó en barco, en bloques que fueron ensamblados bajo la dirección del obrero Enrique Días. Gobernaba entonces el presidente José Pardo y Barreda, en su primer gobierno.
La inauguración, programada inicialmente para el día 4 de noviembre (natalicio del héroe de Arica), se postergó para el día 6, en medio de la impaciencia de los ciudadanos, que se volcaron masivamente en las avenidas que desembocaban a la plaza. A la ceremonia asistió uno de los sobrevivientes de la defensa de Arica, el argentino Roque Sáenz Peña, con rango de general del ejército peruano, quien para el desfile militar, recibió el mando de la línea.
Presidió la ceremonia el presidente José Pardo, que descorrió el velo que cubría la efigie de Bolognesi, en medio de los vítores de los presentes. Luego pronunció las siguientes palabras:

Señores: La Nación ha cumplido un nobilísimo deber al perpetuar en el granito y en bronce el monumento de admiración y gratitud que todos los peruanos tenemos erigido en nuestro pecho a ese puñado de valientes que, comandados por el heroico coronel Bolognesi, salvaron en el Morro de Arica, con su generoso sacrificio, el honor nacional.

Luego le tocó el turno a Sáenz Peña, quien, delante de la estatua de su antiguo jefe, quedó embargado de la emoción y se limitó a decir: «¡Presente, mi coronel!». El discurso del argentino contenía este párrafo:

"¡Pelearemos hasta quemar el último cartucho! Provocación o reto a muerte, soberbia frase de varón, condigno juramento de soldado, que no concibe la vida sin el honor, ni el corazón sin el altruismo, ni la palabra sin el hecho que la confirma y la ilumina para grabarla en el bronce o en el poema, como la graba y la consagra la inspiración nacional. Y el juramento se cumplió por el jefe, y por el último de sus soldados, porque el bicolor peruano no fue arriado por la mano del vencido, sino despedazado por el plomo del vencedor".

Ese mismo día se realizó el primer juramento de fidelidad a la bandera, de parte de los conscriptos, ceremonia que se ha venido desde entonces realizándose cada año, todos los 7 de junio, aniversario de la batalla de Arica.
Como acto culminante de la ceremonia, el presidente Pardo colocó a los sobrevivientes del Morro de Arica las medallas concedidas por el Congreso de la República, como símbolos de reconocimiento y gratitud de la Nación.
Hoy por hoy, es un espacio público importante en la ciudad de Lima y de común convocatoria de expresiones de arte y políticas.